# Sphaeridium bipustulatum
Sphaeridium bipustulatum är en skalbaggsart som beskrevs av Fabricius 1781. Sphaeridium bipustulatum ingår i släktet Sphaeridium och familjen palpbaggar. Arten är reproducerande i Sverige. Inga underarter finns listade i Catalogue of Life.